# Wendy Sly
Wendy Sly (geb. Smith; * 5. November 1959 in London) ist eine ehemalige britische Mittel- und Langstreckenläuferin.

## Leben
Ihren ersten internationalen Erfolg feierte sie mit dem Gewinn der Silbermedaille im 3000-Meter-Lauf bei den Commonwealth Games 1982 in Brisbane. Bei den Leichtathletik-Weltmeisterschaften 1983 in Helsinki wurde sie über 1500 m und 3000 m jeweils Fünfte. Auf beiden Strecken erzielte sie dabei persönliche Bestleistungen.
Den Höhepunkt ihrer Karriere erreichte Sly bei den Olympischen Spielen 1984 in Los Angeles. Im 3000-Meter-Lauf gewann sie in 8:39,47 min die Silbermedaille hinter der Rumänin Maricica Puică (8:35,96 min) und vor der Kanadierin Lynn Williams (8:42,14 min). Das Rennen blieb dem Publikum vor allem in Erinnerung wegen des Sturzes der favorisierten US-Amerikanerin Mary Decker nach einer Kollision mit Zola Budd.
Bei den Leichtathletik-Weltmeisterschaften 1987 in Rom belegte Sly den achten Platz im 3000-Meter-Lauf. Über dieselbe Distanz gewann sie bei den Leichtathletik-Halleneuropameisterschaften 1988 in Budapest die Bronzemedaille und erreichte bei den Olympischen Spielen in Seoul Rang sieben. Außerdem siegte sie 1988 beim Zürcher Silvesterlauf. 1991 beendete sie ihre leistungssportliche Karriere.
Wendy Sly ist 1,68 m groß und wog zu Wettkampfzeiten 52 kg. Sie startete für den Borough of Hounslow Athletics Club sowie für das Brooks Racing Team.

## Bestleistungen
- 800 m: 2:02,89 min, 30. Juli 1983, London
- 1000 m: 2:39,94 min, 27. Juni 1980, London
- 1500 m: 4:04,14 min, 14. August 1983, Helsinki
  - Halle (Zwischenzeit): 4:10,2 min, 14. Februar 1986, New York City
- 1 Meile: 4:28,07 min, 18. August 1984, London
  - Halle: 4:28,58 min, 14. Februar 1986, New York City
- 3000 m: 8:37,06 min, 10. August 1983, Helsinki
  - Halle: 8:51,04 min, 6. März 1988, Budapest
- 5000 m: 15:21,45 min, 5. August 1987, Oslo
- 10.000 m: 31:53,36 min, 8. Oktober 1988, Tokio